# Gerd Schwidrowski
Gerd Schwidrowski (* 19. September 1947) ist ein ehemaliger deutscher Fußballspieler.

## Karriere
Schwidrowski begann seine Karriere beim Rendsburger TSV, von dort wechselte er 1969 zum MSV Duisburg. Nach einer Spielzeit ging er zu Tennis Borussia Berlin. Mit TeBe spielte er eine überragende Saison 1973/74. Der Ligaalltag wurde dominiert und die die Meisterschaft mit 63:3 Punkten, mit 16 Punkten Vorsprung auf Wacker 04 Berlin gewonnen. In der anschließenden Aufstiegsrunde setzte sich das Team aus Berlin gegen den FC Augsburg, Rot-Weiß Oberhausen, Borussia Neunkirchen und den FC St. Pauli durch. Schwidrowski startete in der Saison 1974/75 in der Bundesliga. Schwidrowski absolvierte sieben Spiele und erzielt ein Tor, gegen Mitabsteiger VfB Stuttgart. Die anschließende Zweitligasaison wurde erfolgreich absolviert, er steuerte zwei Spiele in der Nordstaffel zur Erringung, der Meisterschaft und dem sofortigen Wiederaufstieg bei. In der folgenden Bundesligasaison absolvierte Schwidrowski zwei weitere Spiele, er konnte den sofortigen Wiederabstieg nicht verhindern.